# FALSE
FALSE é uma linguagem de programação esotérica criada por Wouter van Oortmerssen, em 1993. Seu primeiro compilador foi criado com a intenção de ser o menor compilador possível.

## Estrutura da Linguagem
Um programa criado em FALSE possui um número limitado de variáveis (nomeadas de a a z) e uma pilha de dados.

### Comandos
| Sintaxe      | Função |
| ------------ | --- |
| {comentário} | Indica um comentário. |
| [função]     | Põe uma função no topo da pilha.                                                                                              |
| !            | Executa a função no topo da pilha.                                                                                            |
| a ... z      | Põe o ponteiro de uma variável nomeada no topo da pilha.                                                                      |
| :            | Pega o valor no topo da pilha, e usa-o como ponteiro. Faz o valor nesse ponteiro ser igual ao próximo valor no topo da pilha. |
| ;            | Pega o valor no topo da pilha, e usa-o como ponteiro. Põe no topo da pilha o valor nesse ponteiro.                            |
| inteiro      | Põe um inteiro no topo da pilha.                                                                                              |
| 'caractere   | Põe o código ASCII de um caractere no topo da pilha.                                                                          |
| inteiro`     | Executa um comando Assembly.                                                                                                  |
| +            | Soma os dois valores no topo da pilha e coloca o resultado no topo da pilha.                                                  |
| -            | Pega os dois valores no topo da pilha e coloca o resultado da subtração do segundo pelo primeiro no topo da pilha.            |
| *            | Multiplica os dois valores no topo da pilha e coloca o resultado no topo da pilha.                                            |
| /            | Pega os dois valores no topo da pilha e coloca o resultado da divisão do segundo pelo primeiro no topo da pilha.              |
| _            | Inverte o sinal do valor no topo da pilha.                                                                                    |
| =            | Testa a igualdade dos dois valores no topo da pilha.                                                                          |
| >            | Pega os dois valores no topo da pilha e testa se o segundo valor é maior que o primeiro.                                      |
| ~            | Nega o valor no topo da pilha.                                                                                                |
| &            | Faz operação "e" com os dois valores no topo da pilha.                                                                        |
| \|           | Faz operação "ou" com os dois valores no topo da pilha.                                                                       |
| $            | Duplica o primeiro valor da pilha.                                                                                            |
| %            | Remove o primeiro valor da pilha.                                                                                             |
| \            | Inverte os dois primeiros valores da pilha.                                                                                   |
| @            | Inverte os três primeiros valores da pilha.                                                                                   |
| ø            | Pega o valor no topo da pilha. Copia o valor "enderaçado" nesse número (do meio) para o topo da pilha.                        |
| ?            | Pega o valor no topo da pilha. Se esse valor for verdadeiro, executa a função no topo da pilha.                               |
| #            | Pega uma função no topo da pilha. Enquanto seu valor de retorno for verdadeiro, executa outra função no topo da pilha.        |
| .            | Põe no dispositivo de saída o caractere no topo da pilha.                                                                     |
| ,            | Põe no dispositivo de saída o valor numérico no topo da pilha.                                                                |
| ^            | Pega o valor no dispositivo de entrada e põe no topo da pilha.                                                                |
| ß            | Muda os dispositivos de entrada ou de saída.                                                                                  |
| "string"     | Imprime uma string na tela.                                                                                                   |

## Linguagens baseadas em FALSE
- brainfuck
- Befunge